# Karl Wessely (generál)
Karl Franz Josef svobodný pán Wessely (německy Carl Franz Joseph Freiherr Wessely) (10. června 1854 Košice – 16. března 1924 Vídeň) byl rakousko-uherský generál. Jako absolvent vojenské akademie vstoupil do c. k. armády v roce 1874 a sloužil u různých jednotek pěchoty a dělostřelectva. Koncem 19. století v hodnosti majora zastával několik let funkci pobočníka císaře Františka Josefa. Ve vojsku nakonec dosáhl hodnosti polního podmaršála (1912). V roce 1914 byl penzionován a povýšen do stavu svobodných pánů. 

## Životopis
Narodil se jako mladší syn dvorního místodržitelského rady Ignáce Wesselyho (1804–1882). Studoval na Tereziánské vojenské akademii ve Vídeňském Novém Městě a jako kadet nastoupil do armády k 19. pěšímu pluku v Komárně. V roce 1875 byl povýšen na poručíka a později byl přeložen k 5. pěšímu pluku v Košicích, následně sloužil u 18. pěšího pluku v Hradci Králové. V roce 1887 byl povýšen na kapitána a několik let strávil u 10. dělostřeleckého pluku v Olomouci. V roce 1896 získal hodnost majora a byl jmenován jedním z křídelních pobočníků císaře Františka Josefa (Flügel-Adjutant Seiner Majestät des Kaisers und Königs), v této funkci byl v roce 1899 povýšen na podplukovníka. Jako plukovník (1903) byl poté velitelem 6. dělostřeleckého pluku, ve funkci velícího důstojníka později přešel k 9. dělostřeleckému pluku v Josefově.
K datu 1. listopadu 1909 byl povýšen do hodnosti generálmajora a převzal velení 10. brigády polního dělostřelectva ve Vídni. Později byl velitelem 2. brigády polního dělostřelectva taktéž ve Vídni a v roce 1912 dosáhl hodnosti polního podmaršála. Těsně před první světovou válkou byl k datu 1. července 1914 penzionován a od té doby žil v soukromí. 

## Tituly a ocenění
Od roku 1868 užíval šlechtický titul rytíře, který získal jeho otec. Před odchodem do výslužby byl dne 14. dubna 1914 povýšen do stavu svobodných pánů. Během vojenské služby byl několikrát vyznamenán, jako císařský pobočník získal ocenění i od zahraničních panovníků.

### Rakousko-Uhersko
- rytířský kříž Leopoldova řádu (1914)
- Vojenský jubilejní kříž (1908)
- Řád železné koruny III. třídy (1906)
- Jubilejní pamětní medaile (1898)
- Vojenský záslužný kříž (1897)[18]

### Zahraničí
- Řád svaté Anny II. třídy (Rusko)
- Řád červené orlice II. třídy (Německo)
- Řád pruské koruny II. třídy (Německo)
- komtur Vojenského záslužného řádu (Bavorsko)
- rytíř Řádu Albrechtova (Sasko)
- komandér Řádu rumunské hvězdy (Rumunsko)
- komandér Řádu siamské koruny (Siam)
- Řád vycházejícího slunce I. třídy (Japonsko)

## Rodina
V roce 1885 se v Brně oženil s Annou Josefínou Kellerovou, s níž měl tři děti. Synové Konrad Karl a Karl Ignaz vystudovali práva a působili ve státních službách.
Karlův mladší bratr Viktor Wessely (1845–1919) byl právníkem a dlouholetým prezidentem vrchního zemského soudu v Praze. 